# Nikon D3300
Nikon D3300 – to aparat przeznaczony dla początkujących fotografów . Model ten należy do segmentu podstawowych lustrzanek cyfrowych D-SLR w formacie DX i został przedstawiony przez Nikona 7 stycznia 2014, zastępując tym samym D3200 (premiera: 19 kwietnia 2012). Aparat ma wiele funkcji automatycznych i samodzielnie jest w stanie ustawić niezbędne parametry odpowiednio do warunków i fotografowanego obiektu.

## Opis
Aparat formatu DX z matrycą CMOS o rozdzielczości 24,2 megapiksela.
Zastosowano w nim procesor obróbki obrazu EXPEED 4. Nowością w tym modelu jest funkcja "Panoramy", usunięcie filtra dolnoprzepustowego i funkcja bezprzewodowego fotografowania. Czułość ISO w przedziale od 100 do 12800, z możliwością podniesienia do wartości 25600 (Hi1).
Posiada rozbudowany tryb fotografowania ułatwiający dobranie optymalnych ustawień ekspozycji oraz naukę fotografowania i nagrywania filmów z dźwiękiem. Ma wbudowany układ usuwania kurzu. Mechanizm czyszczenia filtra dolnoprzepustowego oraz kontrolę przepływu powietrza.
Wraz z D3300 dostarczane jest oprogramowanie Nikon View NX2, które służy do obróbki zdjęć w formacie RAW i JPEG.